# Nebulosa del Cranc
La nebulosa del Cranc (dita igualment M1, NGC 1952, Taurus A i Taurus X-1) és un romanent de supernova de tipus nebulosa de vent de púlsar. Fou descoberta el 1731 per John Bevis. És el vestigi d'una supernova (SN 1054) que fou observada i documentada, com a estrella visible a la llum del dia, per astrònoms xinesos i àrabs el 4 de juliol del 1054 i restà visible durant 22 mesos. Es tracta de la primera entrada del catàleg d'objectes no cometaris de Charles Messier. Situada a una distància de 2,0 ± 0,5 kpc (6.500 ± 1.600 anys llum) de la Terra, a la constel·lació del Taure, té un diàmetre de 4,1 ± 1 pc (13 ± 3 anys llum) i s'expandeix a una velocitat de 1.500 km/s.
Al centre de la nebulosa hi ha el púlsar PSR B0531+21, que gira sobre si mateix a 30 revolucions per segon i emet polsos de radiació que va des dels rajos gamma fins a les ones de ràdio. El descobriment de la nebulosa fou la primera prova que les explosions de supernoves produeixen púlsars.
És una font de radiació útil per estudiar els cossos celestes que l'oculten. A les dècades del 1950 i del 1960 es cartografià la corona solar mitjançant l'observació de les ones de ràdio produïdes per la nebulosa del Cranc que passaven a través del Sol. El 2003 es mesurà l'espessor de l'atmosfera de Tità, un dels satèl·lits de Saturn, quan blocava els rajos X emesos per la nebulosa.

## Orígens
La nebulosa del Cranc és el vestigi d'una supernova que va ser observada i documentada, com una estrella visible a plena llum, per astrònoms xinesos i àrabs el 4 de juliol de l'any 1054; l'explosió va ser visible durant vint-i-dos mesos. A Europa va ser observada per primera vegada el 1731 per John Bevis i redescoberta independentment el 1758 per Charles Messier, que estava seguint el pas d'un cometa brillant. Amb aquest objecte astronòmic, Messier va iniciar el seu catàleg d'objectes no cometaris. A la dècada del 1840, William Parsons, tercer comte de Rosse, va observar la nebulosa amb el telescopi del castell de Birr, i l'anomenà la nebulosa del Cranc, atès que en un dibuix que va realitzar-ne s'assemblava a un cranc.
A l'inici del segle xx, l'anàlisi de les primeres fotografies de la nebulosa, realitzades al llarg dels anys, va revelar que la nebulosa s'expandia; quan es determinà l'origen de l'expansió es va deduir que la nebulosa s'hauria format uns 900 anys enrere. Existeixen documents històrics que indiquen que el 1054 una nova estrella, suficientment brillant com per ser visible a la llum del dia, va ser observada per astrònoms xinesos i àrabs a la mateixa regió del cel. És possible que la «nova estrella» brillant també fos observada pels anasazi i registrada en petroglifs. A causa de la seva gran distància i el seu caràcter efímer, aquesta «nova estrella» observada per xinesos i àrabs només podria haver estat una supernova, una enorme estrella en plena explosió que, una vegada ha esgotat la seva font d'energia mitjançant la fusió nuclear, es col·lapsa sobre si mateixa.
Anàlisis recents d'aquests documents històrics han revelat que la supernova que va crear la nebulosa del Cranc probablement va aparèixer a l'abril o principis de maig del 1054, arribant al seu màxim esclat a una magnitud aparent d'entre −7 i −4,5 al juliol, sent més brillant que qualsevol altre objecte celeste a la nit excepte la Lluna. La supernova va ser visible a ull nu durant aproximadament dos anys després de la seva primera observació. Gràcies a les observacions escrites dels astrònoms orientals el 1054, la nebulosa del Cranc es va convertir en el primer objecte astronòmic del qual es va poder determinar una relació amb una explosió de supernova.

## Característiques físiques

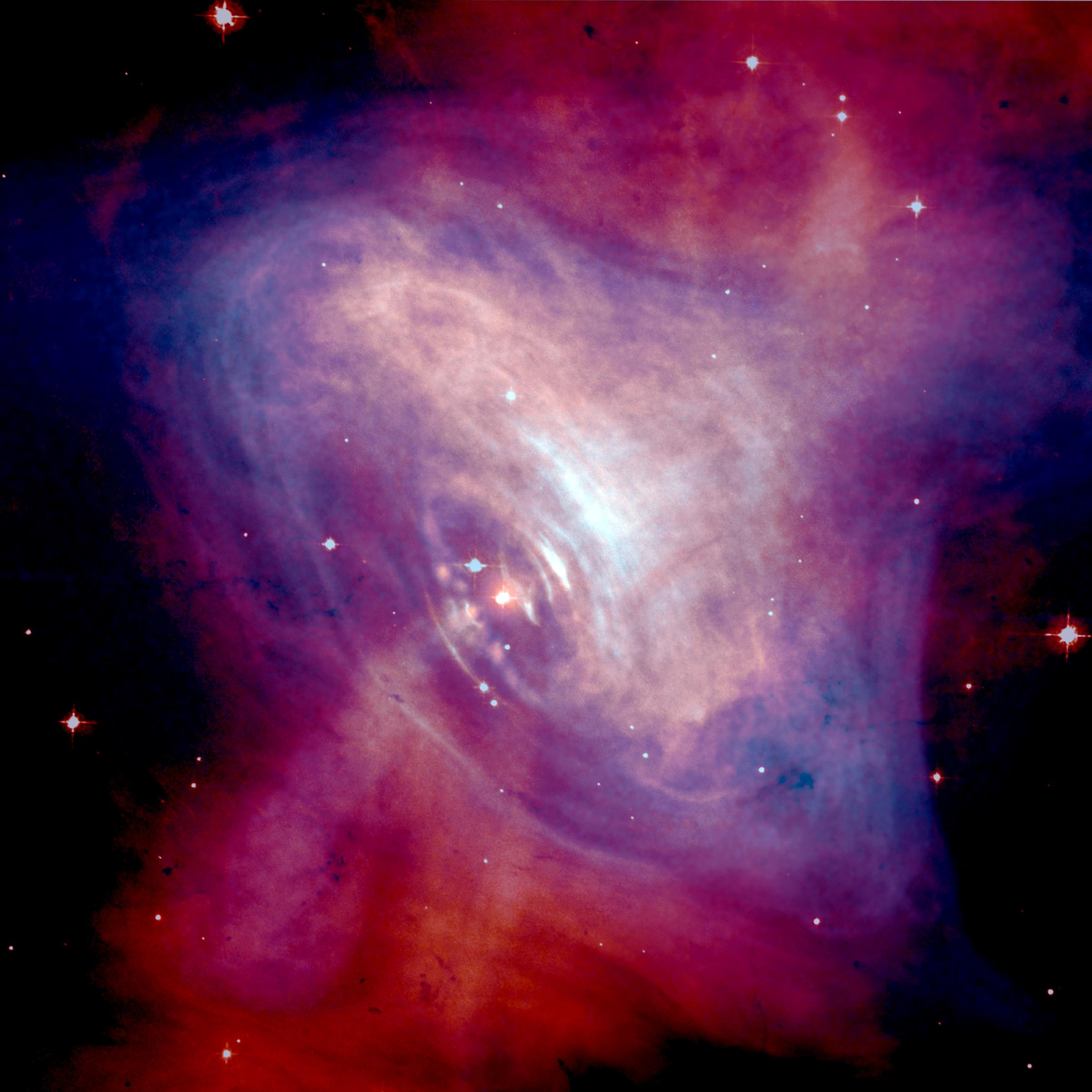
Púlsar de la nebulosa del Cranc. Aquesta imatge combina informació òptica del Hubble (en vermell) i imatges de raigs X del Chandra (en blau).

En llum visible, la nebulosa del Cranc consisteix en una àmplia massa de filaments de forma ovalada, d'aproximadament sis minuts d'arc de longitud i una amplària de quatre minuts d'arc, envoltant una regió central de color blau difús; en comparació, la Lluna plena cobreix trenta minuts d'arc. Els filaments són les restes de l'atmosfera de l'estrella progenitora, i estan constituïts principalment d'heli i hidrogen ionitzat, juntament amb carboni, oxigen, nitrogen, ferro, neó i sofre. La temperatura dels filaments està compresa entre els 11.000 i els 18.000 K, i la seva densitat és d'unes 1.300 partícules per cm³.
El 1953, Ióssif Xklovski va proposar la idea segons la qual la regió blava difusa és produïda principalment per radiació de sincrotró, que és la radiació electromagnètica generada pels electrons que viatgen en trajectòries curvilínies a velocitats que arriben a la meitat de la velocitat de la llum. Tres anys més tard, la hipòtesi va ser confirmada per mitjà d'observacions. En la dècada del 1960 es va descobrir que la causa de les trajectòries curvilínies dels electrons és l'intens camp magnètic produït per una estrella de neutrons situada al centre de la nebulosa.
La nebulosa del Cranc s'expandeix a una velocitat de 1.500 km/s, mesurada per l'efecte Doppler de l'espectre de la nebulosa. D'altra banda, les imatges preses amb diversos anys de diferència mostren la lenta expansió angular aparent al cel. Comparant aquesta expansió angular amb la velocitat d'expansió determinada per espectroscòpia (desplaçament al vermell) es va poder estimar la distància de la nebulosa respecte al Sol, obtenint una distància d'aproximadament 6.300 anys llum, i una grandària d'uns d'onze anys llum per la nebulosa.
Rastrejant l'origen de l'expansió consistentment, i utilitzant la seva velocitat com s'observa avui dia, és possible determinar la data de la formació de la nebulosa, és a dir, la data de l'explosió de la supernova. Fent aquest càlcul s'obté una data que correspon a diverses dècades després de l'any 1054. Una explicació plausible d'aquest desfasament seria que la velocitat d'expansió no ha estat sempre uniforme, sinó que s'ha accelerat després de l'explosió de la supernova. Aquesta acceleració seria deguda a l'energia del púlsar que alimentaria el camp magnètic de la nebulosa, que s'expandeix i empeny els filaments de la nebulosa cap a l'exterior.
Els càlculs de la massa total de la nebulosa permeten estimar la massa de l'estrella progenitora de la supernova. Les estimacions de la quantitat de matèria continguda en els filaments de la nebulosa del Cranc varien entre una i cinc masses solars; encara que altres estimacions basades en investigacions del púlsar del Cranc ofereixen valors diferents.

## Estrella central

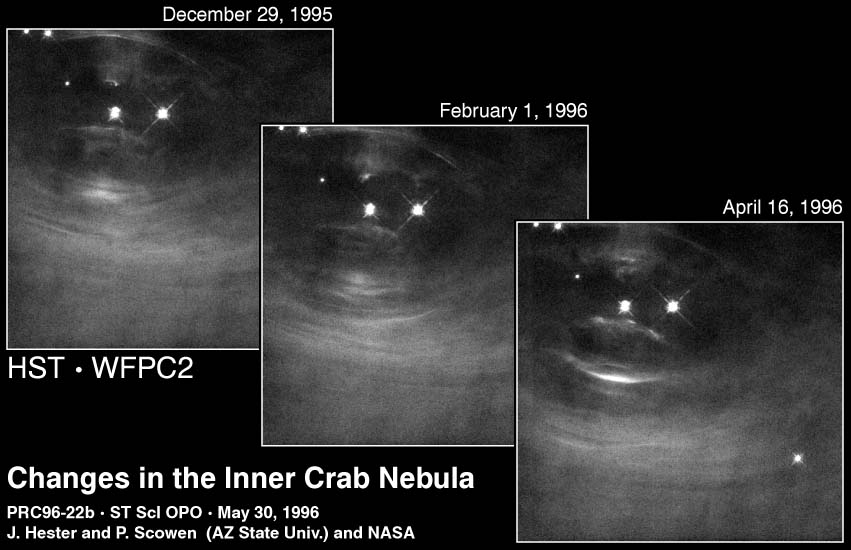
Aquesta seqüència d'imatges captades pel Hubble (NASA/ESA) mostra els canvis de la part interior de la nebulosa del Cranc durant un període de quatre mesos.

Al centre de la nebulosa del Cranc es troben en aparença dues estrelles poc brillants, una de les quals és l'estrella responsable de l'existència de la nebulosa. Aquesta va ser identificada el 1942, quan Rudolf Minkowski va descobrir que el seu espectre òptic era extremadament inusual i no s'assemblava al d'una estrella normal. El 1949, es va descobrir que la regió al voltant de l'estrella era una gran font d'ones de ràdio i el 1963 es va descobrir que també ho era de raigs X, i va ser identificat com un dels objectes celestes més brillants en raigs gamma el 1967. Després, el 1968, es va descobrir que l'estrella emetia la seva radiació en polsos ràpids, convertint-se en un dels primers púlsars a ser identificat, i el primer a ser associat a un romanent de supernova.
Els púlsars són la font de potents radiacions electromagnètiques emeses en polsos breus i constants, amb una freqüència de moltes vegades per segon. Van ser un gran misteri quan es van descobrir el 1967, i l'equip que va identificar el primer púlsar va considerar la possibilitat que podia ser un senyal d'una civilització avançada. Tot i això, el descobriment d'una font de ràdio polsant al centre de la nebulosa del Cranc va representar una clara evidència que els púlsars no eren senyals d'éssers extraterrestres sinó que es formaven a partir d'explosions de supernoves. Actualment, se sap que són estrelles de neutrons de ràpida rotació, els potents camps magnètics de les quals concentren les seves emissions de radiació en raigs estrets. L'eix del camp magnètic no està alineat amb el de la seva rotació i la direcció del feix escombra el cel seguint un cercle. Quan, per atzar, la direcció d'un feix creua la Terra, el pols pot ser observat. Així, la freqüència dels polsos és una mesura de la velocitat de rotació de l'estrella de neutrons.
El púlsar del Cranc té un diàmetre estimat d'entre 28 i 30 km, i emet polsos de radiació cada 33 mil·lisegons. Els polsos són emesos en longituds d'ona dins l'espectre electromagnètic, des d'ones de ràdio fins a raigs X. Com tots els púlsars aïllats, la freqüència dels polsos disminuïx molt lleugerament de forma regular, el que ens indica que el púlsar s'està desaccelerant de manera gradual. Ocasionalment, el seu període de rotació mostra canvis dràstics, anomenats interferències, que es creu que són causats per reajustaments sobtats en l'estructura interna de l'estrella de neutrons. A mesura que el púlsar es desaccelera, l'energia alliberada és enorme, i provoca l'emissió de radiació sincrotró de la nebulosa del Cranc, que té una lluminositat total 75.000 vegades major que la del Sol.
L'enorme energia emesa pel púlsar crea una regió particularment dinàmica en el centre de la nebulosa del Cranc. Si bé la majoria dels objectes astronòmics evolucionen tan lentament que els canvis són visibles únicament en escales de temps de molts anys, les parts centrals d'aquesta nebulosa mostren canvis en escales de temps d'uns pocs dies. La part més dinàmica és la part central de la nebulosa en el punt en què el vent equatorial del púlsar colpeja dins la part més gran de la nebulosa, formant una ona de xoc. La forma i la posició d'aquesta zona canvia ràpidament, amb el vent equatorial que es comporta com una sèrie de remolins que s'accentuen, brillen i llavors s'atenuen a mesura que s'allunyen del púlsar, a la part externa del cos principal de la nebulosa.

## Estrella progenitora
L'estrella que es va convertir en supernova i va donar origen a la nebulosa del Cranc mitjançant la seva explosió és l'anomenada estrella progenitora.

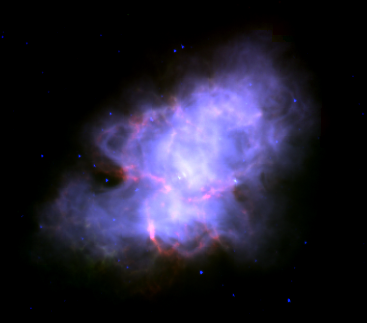
La nebulosa del Cranc vista en infraroig amb el telescopi espacial Spitzer.

Els models teòrics d'explosions de supernoves suggereixen que l'estrella progenitora que creà la nebulosa del Cranc podria tenir una massa d'entre vuit i dotze masses solars. Les estrelles amb una massa inferior a vuit masses solars són considerades massa lleugeres com per produir explosions de supernova, i finalitzen la seva vida produint una nebulosa planetària, mentre que les que tenen més de dotze masses solars produïxen una nebulosa amb una composició química diferent a l'observada en el cas de la nebulosa del Cranc. Per estimar la massa de la nebulosa es mesura la quantitat total de llum emesa, donada la temperatura i la densitat de la nebulosa, i es deduïx la massa requerida per emetre la llum observada. Les estimacions oscil·len entre una i cinc masses solars, sent el valor generalment acceptat de dues o tres masses solars. S'estima que la massa de l'estrella de neutrons estaria compresa entre 1,4 i 2 masses solars.
Un dels principals problemes provocats per l'estudi de la nebulosa del Cranc és que la massa combinada de la nebulosa i el púlsar és menor que la massa estimada de l'estrella progenitora; la diferència entre aquestes dues masses és una incògnita pendent de resolució. L'explicació predominant considera que una proporció considerable de la massa de l'estrella progenitora va ser ejectada per un ràpid vent estel·lar abans de l'explosió de supernova, com succeeix en nombroses estrelles massives com les de Wolf-Rayet. Tot i així, un vent d'aquest tipus hauria creat una closca al voltant de la nebulosa. Encara que s'han portat a terme diversos intents per observar la suposada closca usant diferents longituds d'ona, ningú no ha aconseguit trobar res.

## Trànsit dels cossos del Sistema Solar

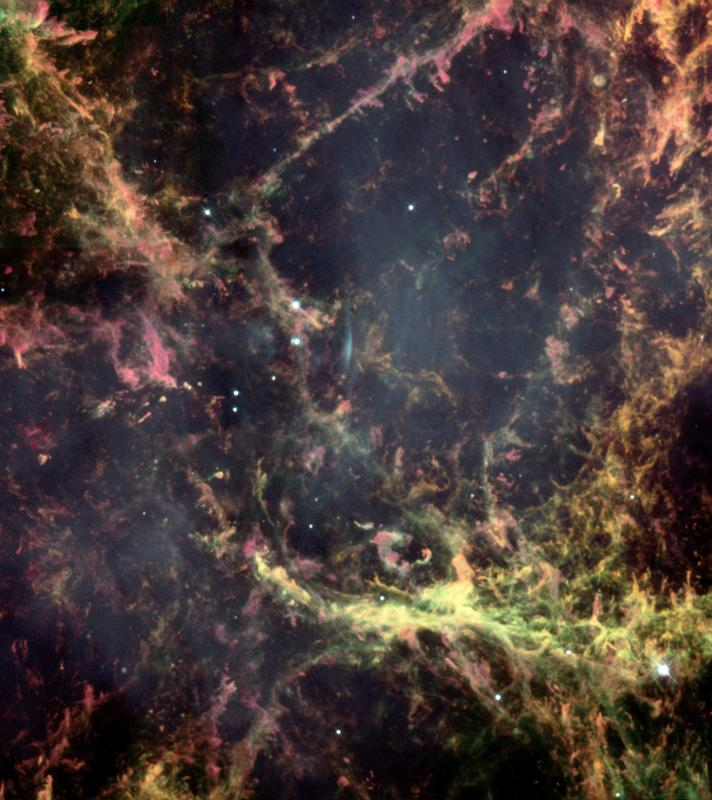
Imatge captada pel Hubble (NASA/ESA) d'una petita regió de la nebulosa del Cranc, que mostra la seva intricada estructura de filaments.

La nebulosa del Cranc es troba aproximadament a 1,5° de l'eclíptica—el pla que conté l'òrbita de la Terra al voltant del Sol. Això significa que la Lluna — i ocasionalment, els planetes — poden transitar o ocultar la nebulosa. Encara que el Sol no transita la nebulosa, la seva corona hi passa pel davant. Aquests trànsits i ocultacions poden usar-se per analitzar tant la nebulosa com l'objecte que passa pel davant, observant com la radiació de la nebulosa és alterada pel cos en trànsit.
Els trànsits lunars s'han usat per traçar un mapa de les emissions de raigs X de la nebulosa. Abans del llançament de satèl·lits dedicats a l'observació de raigs X, com el XMM-Newton o el Chandra, els telescopis d'observació de raigs X generalment tenien molt poca resolució òptica. En canvi, la posició de la Lluna és coneguda amb molta precisió; així, quan aquesta passa pel davant de la nebulosa, les variacions en la claror de la nebulosa poden usar-se per elaborar mapes d'emissions de raigs X. Quan els raigs X van ser observats per primera vegada des de la nebulosa, es va aprofitar una ocultació lunar per determinar la posició exacta del seu origen.
La corona solar passa pel davant de la nebulosa del Cranc cada mes de juny. Les variacions en les ones de ràdio rebudes des de la nebulosa poden usar-se per deduir detalls sobre la densitat i estructura de la corona. Les primeres observacions van establir que la corona s'estenia a distàncies més grans del que s'havia pensat anteriorment; les observacions posteriors van descobrir que la corona presentava variacions considerables de la densitat.
Molt rarament, Saturn transita la nebulosa del Cranc. El seu darrer trànsit, l'any 2003, va ser el primer que succeïa des del 1296, i no es tornarà a repetir fins al 2267. Els científics van usar l'observatori de raigs X Chandra per observar la lluna de Saturn, Tità, durant el seu trànsit pel davant de la nebulosa, i van descobrir que l'«ombra» de raigs X de Tità era major que la seva superfície sòlida, a causa de l'absorció de raigs X per part de la seva atmosfera. Aquestes observacions van poder establir que el gruix de l'atmosfera de Tità és de 880 km El trànsit del planeta Saturn no va poder ser observat, perquè en aquell moment el telescopi Chandra estava passant pel cinturó de Van Allen.